# Procryptocerus mayri
Procryptocerus mayri är en myrart som beskrevs av Auguste-Henri Forel 1899. Procryptocerus mayri ingår i släktet Procryptocerus och familjen myror.

## Underarter
Arten delas in i följande underarter:
- P. m. mayri
- P. m. reichenspergeri